# María del Tránsito Sorroza
María del Tránsito Sorroza (Guayaquil, Ecuador, siglo XVII - Guayaquil, Ecuador, siglo XVII) fue una mujer afrodescendiente que obtuvo su emancipación de la esclavitud por su habilidad en el oficio de partera.

## Biografía
Mujer afrodescendiente y esclava que vivió en Guayaquil durante el siglo XVII. Se dedicó al oficio de partera y por su habilidad se le dio el sobrenombre de "manos de seda". En reconocimiento a su contribución a la sociedad de su tiempo obtuvo su emancipación en 1646.

## Legado
El médico y filántropo Ignacio Hurtado de López construyó con sus propios recursos el hospital Nuestra Señora de Tránsito en la ciudad de Guayaquil en honor de María del Tránsito Sorroza. El hospital se ubicó junto a la iglesia San Francisco, posteriormente la edificación se convirtió en un cuartel y finalmente desapareció por un incendio.